# Unione Rugby Capitolina
Ne doit pas être confondu avec Unione Rugby Capitolina (féminines).
L'Unione Rugby Capitolina est un club italien de rugby à XV basé à Rome participant au championnat d'Italie de deuxième division.

## Histoire
Le club est fondé en 1996 par un groupe d'anciens joueurs et entraineurs ainsi que de néophytes passionnés. Le mot d'ordre est la formation : en effet le club fera ses premiers pas avec une simple école de rugby composée d'une quarantaine d'enfants, sur un terrain mis à disposition par la section rugby de la Lazio.
En 1998 le club s'installe sur la friche de Via Flaminia et y établit un terrain, avec deux préfabriqués en guise de vestiaires. C'est la même année que le club lance une équipe senior, qui s'engage dans le championnat de Serie C2 1998-99, le plus bas niveau du championnat italien.
En 2000, des vestiaires et un club house sont construits.
Le nombre de licenciés augmente de façon constante et le club verra ses équipes U16 et U18 commencer à disputer des finales nationales. En 2003, la Capitolina est même championne d’Italie U19.
Les dirigeants considérant le club comme solidement établi, ils décident de lancer la Capitolina sur la voie du professionnalisme, sans renoncer à sa vocation initiale de club formateur.
En 2005-06, la Capitolina accède au plus haut niveau du championnat italien: l'URC Roma a d'abord remporté toutes ses rencontres de Serie A puis elle a battu le 21 mai 2006 au Stadio Flaminio la rivale locale, le club de Rugby Rome par 20 à 9.
Le club évolue trois saisons au sein de l'élite italienne (septième en 2007 et en 2008, neuvième en 2009), trois années au bout desquelles les dirigeants font le constat que le club n'a pas les capacités financières pour rester professionnel. L'équipe première déclare forfait et est rétrogradée en série amateur, les joueurs professionnels sont libérés.
Le club poursuit néanmoins son investissement auprès des jeunes (avec notamment la création d'un terrain d'entrainement supplémentaire). L'équipe première évolue en Serie B, ne recrute plus de professionnels étrangers, chaque joueur doit payer sa licence.
L'équipe première, composée en grande majorité de joueurs formés au club, enchainera les promotions jusqu'à retrouver l'élite (à l'époque Eccellenza) lors de la saison 2013-14, sans toutefois réussir à se maintenir.
Depuis le club s'est stabilisé en deuxième division.
En 2016, la Capitolina lance sa section féminine, avec d'emblée des équipes de jeunes et une équipe senior. L'équipe première joue une demi-finale nationale dès sa première saison, en 2019. En 2023 le club est représenté par Francesca Granzotto lors de la victoire face à l'Espagne qui qualifie l'Italie pour la deuxième division de la ligue mondiale féminine (WXV2).
Le centre de formation poursuit son travail avec plusieurs titres nationaux dans les catégories U16 et U19 mais surtout de nombreux joueurs appelés dans les diverses sélections nationales ou recrutés par les clubs de première division.

## Palmarès
- Champion de deuxième division en 2006 et 2013.

## Personnalités du club

### Joueurs notables
- Matteo Pratichetti
- Andrea Pratichetti
- Riccardo Bocchino
- Giulio Toniolatti
- Giovanbattista Venditti
- Danilo Fischetti
- Edoardo Iachizzi

### Liste des entraîneurs
- 1998-1999 : Luca Santaroni
- 1999-2001 : Marco Iscaro
- 2001-2003 : Carlo Pratichetti
- 2003-2008 : Massimo Mascioletti
- 2008-2009 : Francisco Rubio
- 2009-2010 : Massimiliano Corvi
- 2010-2014 : Andrea Cococcetta
- 2014-2017 : Marco Orsini
- 2017- : Andrea Cococcetta